# Trimetopia
Trimetopia là một chi bướm đêm thuộc họ Geometridae.